# 524년

## 연호
- 남량(南梁) 보통(普通) 5년
- 북위(北魏) 정광(正光) 5년

## 기년
- 남량(南梁) 무제(武帝) 23년
- 북위(北魏) 효명제(孝明帝) 9년
- 신라(新羅) 법흥왕(法興王) 11년
- 고구려(高句麗) 안장왕(安臧王) 6년
- 백제(百濟) 성왕(聖王) 2년

## 사건
- 신라 법흥왕이 울진 봉평 신라비를 세운다.